# Petra Buchwald
Petra Buchwald (* 1961 in Düsseldorf) ist eine deutsche Pädagogin. Sie arbeitet an der Bergischen Universität Wuppertal am Institut für Bildungsforschung in der School of Education. Sie ist Professorin der Bildungswissenschaften und forscht im Bereich Gesundheitspsychologie und Schulpädagogik zur Stressbewältigung.

## Werdegang
Buchwald begann ein Studium der Erziehungswissenschaften, Psychologie sowie Soziologie und schloss 1989 mit einem Diplom an der Heinrich-Heine Universität Düsseldorf ab. Sie promovierte 1996 zum Thema „Social Support und Kompetenzerwartung im Alter“ und habilitierte im Jahr 2002 mit der Arbeit „Dyadisches Coping in mündlichen Prüfungen“ an der Heinrich-Heine-Universität Düsseldorf. Aktuell ist sie Professorin für Schulpädagogik am Institut für Bildungswissenschaften in der School of Education der Bergischen Universität Wuppertal.
Buchwald ist Autorin bzw. Herausgeberin von Büchern, darunter „Interkulturalität und Schule“ (2017) und „Stress and Anxiety – Coping and Resilience“ (2017). Sie hat 60 akademische Beiträge und Buchkapitel veröffentlicht. Zudem ist sie Herausgeberin der Ratgeberreihe HELP – Hilfe für Eltern, Lehrer und Pädagogen.
Im Laufe ihrer Karriere erhielt sie mehrere Preise und Auszeichnungen. Für ihr Forschungsprojekt „Stress gemeinsam bewältigen“ bekam sie im Jahr 2000 den Bennigsen-Foerder-Preis für außergewöhnliche wissenschaftliche Leistungen des Landes Nordrhein-Westfalens. Im Jahr 2016 wurde Petra Buchwald von der internationalen Gesellschaft „Stress-Anxiety-Research Society“ mit dem Lifetime Career Award 2016 ausgezeichnet.

## Veröffentlichungen (Auswahl)
- Interkulturalität und Schule. ISBN 978-3-8252-4642-6
- Stress and Anxiety – Coping and Resilience. ISBN 978-3-8325-4507-9
- Selbstbewusst ins Leben. Kinder und Jugendliche stärken, fördern, motivieren (HELP – Hilfe für Eltern, Lehrer, Pädagogen), ISBN 978-3-506-77635-8